# Liban na Zimowych Igrzyskach Olimpijskich 1964
Liban na Zimowych Igrzyskach Olimpijskich 1964 w Innsbrucku reprezentowało czterech zawodników. Wystartowali oni w narciarstwie alpejskim.
Był to piąty start Libanu na zimowych igrzyskach olimpijskich (poprzednie to 1948, 1952, 1956, 1960).

## Kadra

### Narciarstwo alpejskie

#### Mężczyźni
| Zawodnik     | Konkurencja        | Konkurencja        | Konkurencja   | Konkurencja   | Konkurencja                   | Konkurencja                   | Konkurencja                                       | Konkurencja                                       |
| Zawodnik     | Zjazd              | Zjazd              | Slalom gigant | Slalom gigant | Slalom specjalny-kwalifikacje | Slalom specjalny-kwalifikacje | Slalom specjalny-kwalifikacje                     | Slalom specjalny-kwalifikacje                     |
| Zawodnik     | Czas               | Pozycja            | Czas          | Pozycje       | Czas 1-go przejazdu           | Czas 2-go przejazdu           | Czas łączny                                       | Pozycja                                           |
| ------------ | ------------------ | ------------------ | ------------- | ------------- | ----------------------------- | ----------------------------- | ------------------------------------------------- | ------------------------------------------------- |
| Sami Beyroun | Nie ukończył biegu | Nie ukończył biegu | 3:14,65       | 80.           | Nie ukończył przejazdu        | Dyskwalifikacja               | Nie awansował do finału                           | Nie awansował do finału                           |
| Nazih Geagea | 2:55,34            | 67.                | 2:30,24       | 70.           | 1:08,21                       | 1:06,15                       | Nie awansował do finału                           | Nie awansował do finału                           |
| Jean Keyrouz | 3:40,44            | 74.                | 2:44,51       | 76.           | 1:17,36                       | 1:16,24                       | Dyskwalifikacja w pierwszym przejeździe finałowym | Dyskwalifikacja w pierwszym przejeździe finałowym |
| Michel Rahme | 3:55,15            | 75.                | 2:42,28       | 75.           | 1:26,76                       | 1:21,19                       | Nie awansował do finału                           | Nie awansował do finału                           |